# Alice Seeley Harris

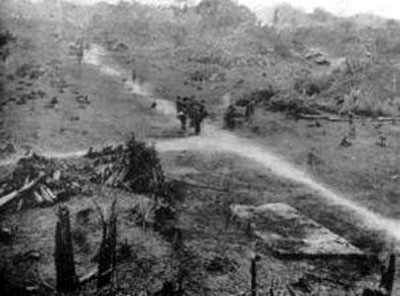
Aanleg van rubberplantage in Baringa.

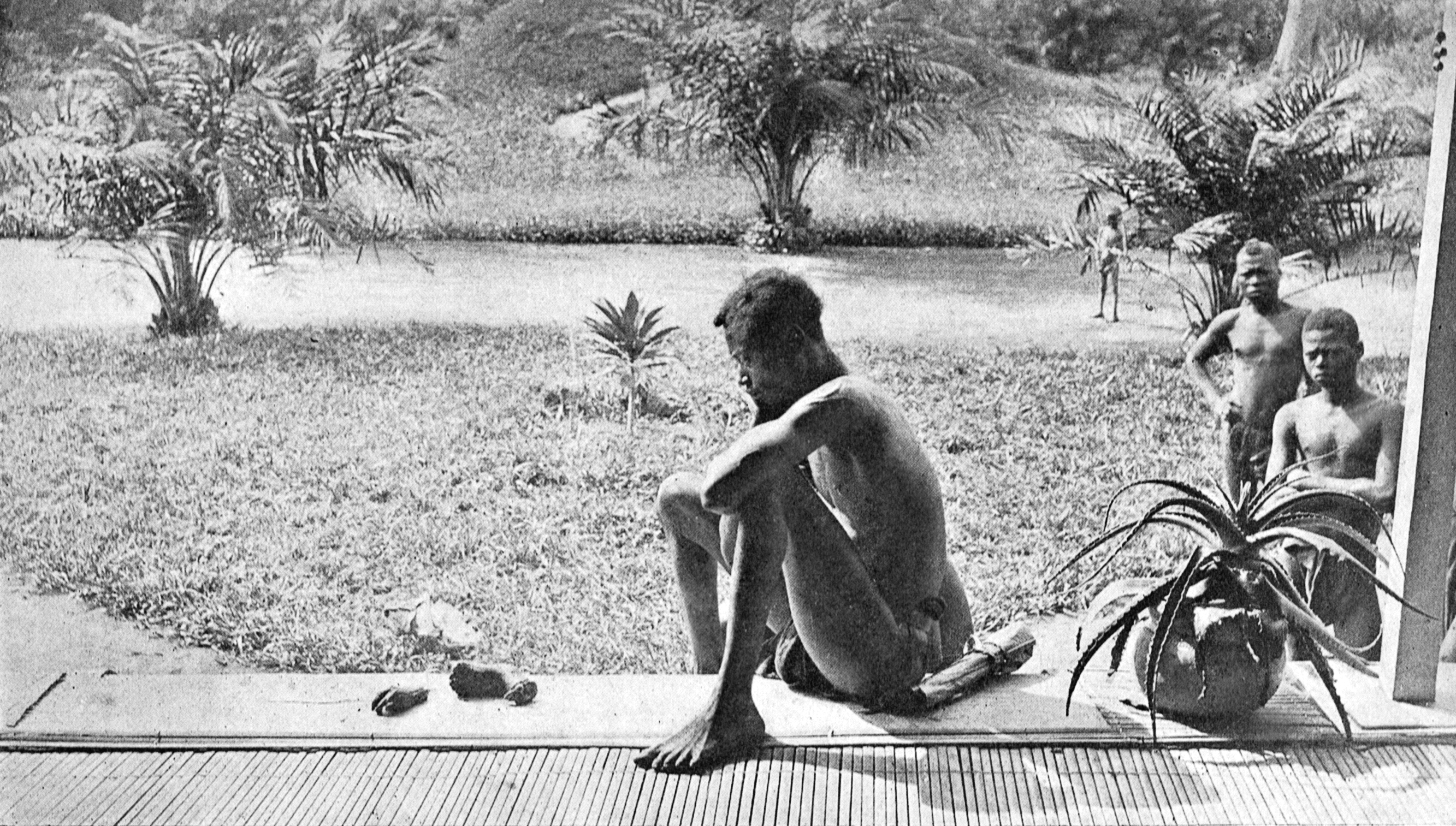
Seeleys foto van vader Nsala, die de voet en de hand van zijn gekannibaliseerde dochtertje tot bij de missionarissen had gebracht.

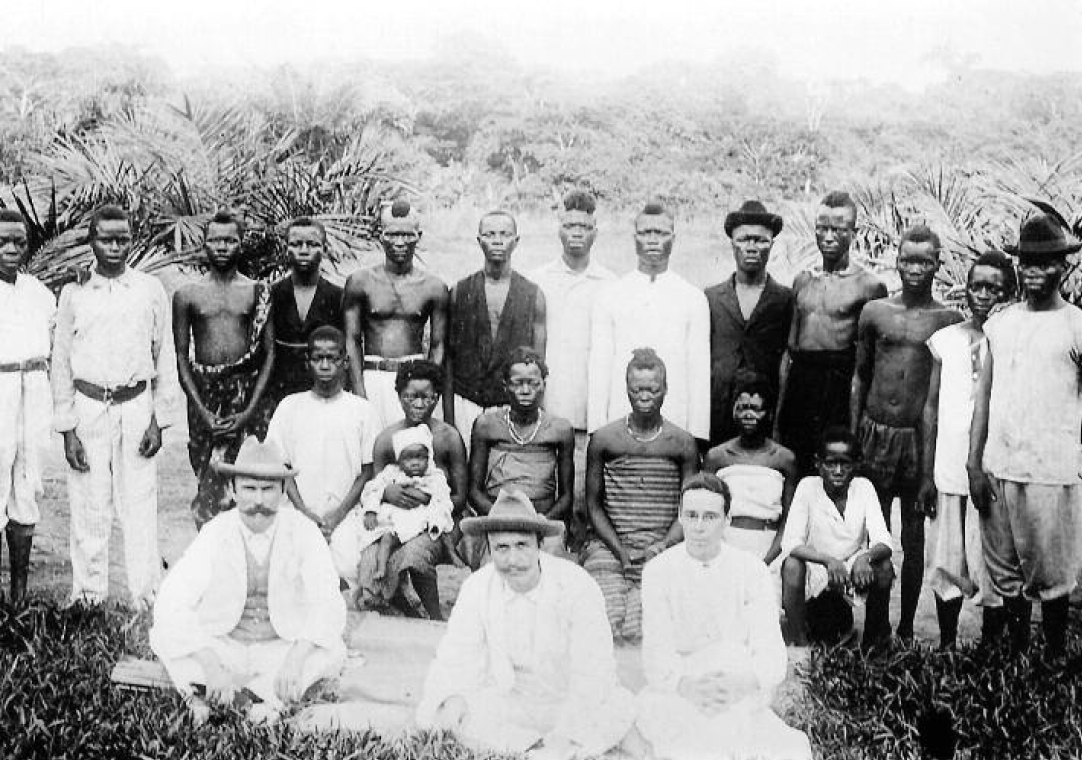
John en Alice Harris met een groep Congolezen

Alice Seeley Harris (Malmesbury, 24 mei 1870 – Guildford, 24 november 1970) was een Engelse zendelinge die bekend is om haar documentaire fotografie in de Congo Vrijstaat. Ze nam deel aan de campagne tegen het wrede bewind van de Belgische koning Leopold II. Haar foto's waren cruciale getuigenissen die de ontkennings- en omkopingstaktiek van het regime ontregelden.

## Leven en werk
Op 19-jarige leeftijd trad Alice Seeley in overheidsdienst te Londen. In haar vrije tijd zette ze zich in voor het missiewerk van Frederick Brotherton Meyer. Al na korte tijd besloot ze ontslag te nemen en schreef ze zich in bij de Doric Lodge, het opleidingscollege van de Region Beyond Missionary Union. In dit instituut van Britse Baptisten ontmoette ze haar toekomstige echtgenoot John Hobbis Harris. Na zeven jaar kreeg Seeley toestemming om te worden uitgestuurd naar Congo. Ze verloofde zich met Harris en huwde hem op 6 mei 1898. Enkele dagen later scheepten ze in op de SS Cameroon richting Congo. Hun einddoel was de Congo-Balolo Mission.
Ze bereikten de missiepost van Ikau in augustus 1898 en maakten er onmiddellijk kennis met de wreedheden van het koloniale regime. Na verlof in Engeland keerden ze in 1902 terug en werden geposteerd in Baringa, een dorp aan de Maringarivier. In dit concessiegebied werden ze geconfronteerd met nog intensere wanpraktijken. Om de lokale bevolking te dwingen rubber te leveren, zette de Anglo-Belgian India Rubber Company (ABIR) de grofste middelen in: haar opzichters - zelf geterroriseerd - maakten zich schuldig aan afranselingen met de chicotte (een scherpgerande bullenpees uit nijlpaardenhuid), gijzelneming, verkrachting, afhakken van handen, platbranden van dorpen, tot zelfs kannibalisme. Opsluiting en chain gangs waren het lot van wie geen of te weinig belastingen betaalde. Met haar Goerz-Anschutz vouwcamera (en later haar Kodak Brownie) legde Alice Seeley de gevolgen van dit schrikbewind vast.
Haar werk verscheen in het missieblad The Regions Beyond. Aanvankelijk waren het nog klassieke en etnografische foto's, maar in april 1903 illustreerden ze een eerste artikel over de gruwelijkheden: "The Indictment against the Congo Administration. Is it True?" Het jaar daarop schreef de vrouw van de uitgever H. Grattan-Guinness een eerste pamflet over de kwestie, getiteld Congo Slavery. De foto's van Seeley werden opgemerkt door Edmund Dene Morel, die ze afdrukte in zijn West African Mail en in zijn boeken King Leopold's rule in Africa en Red Rubber. Een van de foto's was Nsala starend naar de hand en voet van zijn dochter Boali, een iconische foto die ook werd opgenomen in sommige edities van Mark Twains satire King Leopold's Soliloquy (1905). Vooral in de Engelstalige wereld werd het schokkende beeldmateriaal opgepikt. Het Australische blad The Advertiser gaf een uitvoerige beschrijving en de New York American bracht in december 1906 een eigen geïllustreerde reeks over de Congolese gruwel.
Seeley en haar man kregen te maken met tegenkanting door de kolonialen. De Congolezen mochten hen geen voedsel meer verkopen en de missionarissen vonden een niet-afgevuurde kogel op hun drempel. Eind mei 1905 vernamen ze dat er een slachting had plaatsgevonden in het dorp Bongwonga. Ondanks hun angst trokken ze in het najaar op onderzoek en vonden ze de overlevenden in het woud. Ze besloten om terug te keren naar Engeland en het publiek in te lichten. Ze schreven hun bevindingen neer in Botofé bo le iwa - Rubber is death (1906) en trokken op tournée doorheen Groot-Brittannië en de Verenigde Staten. Ze hielden er telkens honderden meetings, met uiteenzettingen, gebeden en hymnes. Dankzij de toverlantaarn konden de foto's van Seeley een nieuw publiek bereiken. In 1906 sloten ze zich aan bij de Congo Reform Association.
Toen Leopold in november 1908 gedwongen was zijn Congo Vrijstaat over te dragen aan de Belgische Staat, waren de foto's van Alice Seeley Harris daar niet vreemd aan geweest. Door hun kwaliteit en verspreiding hadden ze gezorgd voor een niet eerder geziene betrokkenheid van de publieke opinie. Tevergeefs hadden de koloniale autoriteiten nog geprobeerd ze te discrediteren met leugenachtige insinuaties van trukage. Tegen de directe emotionele impact van de beelden waren ze niet opgewassen.
De Harrissen gingen door met hun activisme en werden reizende secretarissen van de Congo Reform Association (1908) en later van de Anti-Slavery and Aborigines’ Protection Society (1911). In 1911–12 keerden ze terug naar Congo en stelden ze vast dat er veel was verbeterd. Hierover publiceerden ze Present Conditions in the Congo, opnieuw met eigen beeldmateriaal. Later zou Alice nog opklimmen tot directeur van de Anti-Slavery Society. Officiële erkenning was echter karig en haar foto's bleven verborgen in archieven. Pas in de 21e eeuw kwamen er studies en tentoonstellingen die haar uit de vergetelheid haalden.

## Publicaties
- (en) John H. Harris, "Botofé bo le iwa": "Rubber is death" (present day Congo proverb). The story of the Bongwonga rubber collectors, London, R. B. M. U. publication department, s.d. [1906], 22 blz. (Alice Seeley was anoniem co-auteur van deze tekst)
- (en) Alice Seeley Harris, Enslaved Womanhood of the Congo, Congo Reform Association, s.d. [1907]
- (en) Alice Seeley Harris, The Camera and Congo Crime, London, s.d. [1909]
- (en) John H. Harris, Present Conditions in the Congo, London, Denison House, 1911 (Alice Seeley was anoniem co-auteur van deze tekst)

## Voetnoten
1. ↑  T. Jack Thompson, Light on the Dark Continent: The Photography of Alice Seely Harris and the Congo Atrocities of the Early Twentieth Century, in: International Bulletin of Missionary Research, vol. 26, nr. 4, oktober 2002, blz. 146–9
2. ↑  About Alice Seeley Harris, Lowell Milken Center for Unsung Heroes (bezocht op 11 augustus 2015). Gearchiveerd op 16 oktober 2015.
3. ↑  Christina Twomey, "The Incorruptible Kodak", in: Liam Kennedy en Caitlin Patrick (reds.), The Violence of the Image. Photography and International Conflict, London, I.B. Tauris & Co, 2014, blz. 9 en 26 - Lees op Google Books
4. ↑  "The Kodak on the Congo", Special Congo Supplement of the West African Mail, september 1905 (met foto-essay van acht pagina's)
5. ↑  The Kodak on the Congo, The Advertiser, 21 oktober 1905, blz. 14
6. ↑  De achterflap van An Answer to Mark Twain (Brussel, 1907) toonde een foto van Congolese vrouwen rond keukenpotten en daaronder een gemanipuleerde versie van ditzelfde beeld, waarop de potten veranderd waren in doodskoppen. Het onderschrift "The same photo at Liverpool" moest doen geloven dat het om een vervalste foto ging die bij Morel (te Liverpool) was verschenen.
7. ↑  In de New York Times van 11 januari 1908 verscheen een artikel waarin de Harrissen door de Zuid-Afrikaan Fritz Joubert Duquesne beschuldigd werden van het fabriceren van fotomateriaal en het houden van presentaties voor eigen profijt.
8. ↑  Congo Dialogues: Alice Seeley Harris and Sammy Baloji, Autograph ABP (bezocht 16 augustus 2014). Gearchiveerd op 22 januari 2018.

- Gemeinsame Normdatei: 1292539038
- Library of Congress Control Number: nb2010028988
- PIC: 384977
- Virtual International Authority File: 159842977
- WorldCat: E39PBJrGBdMdDMYbxbcRG7RR8C